# États fédérés de Micronésie
Pour la région géographique, voir Micronésie (région).
Pour les articles homonymes, voir FSM.
États fédérés de Micronésie
(en) Federated States of Micronesia 
Les États fédérés de Micronésie en forme longue ou Micronésie en forme courte (en anglais : Federated States of Micronesia, souvent abrégé en FSM, et Micronesia) sont un État fédéral insulaire du Sud-Ouest de l'océan Pacifique nord, constitué de quatre États, d'ouest en est, Yap, Chuuk, Pohnpei et Kosrae. Le pays s'étend sur 2 860 km à travers l’archipel des îles Carolines. Il comporte des frontières maritimes avec les Îles Marshall, la Papouasie-Nouvelle-Guinée, les Palaos et les États-Unis par l'intermédiaire de Guam.
Les États fédérés de Micronésie sont une république constitutionnelle fédérale, ayant une séparation des pouvoirs entre les trois branches du gouvernement, avec un régime présidentiel lié à un régime parlementaire[pas clair]. Il est peuplé de 102 624 habitants en 2010. Sa capitale est Palikir dans l’État de Pohnpei. La langue officielle, utilisée par l'administration, est l'anglais mais la population utilise amplement les langues vernaculaires, notamment le yap, le chuuk, le pohnpeian et le kosraéen.
Les îles des actuels États fédérés de Micronésie commencent à être occupées à partir de 100 apr. J.-C. mais une population permanente a pu exister en certains endroits auparavant. Entre 500 et 1000, la population augmente et commence à développer des traditions locales spécifiques. Entre 1000 et 1300, le petit optimum climatique favorise une production importante de nourriture et donc l'accroissement des populations. Les structures sociales deviennent plus complexes et des traditions monumentales apparaissent. Le petit âge glaciaire, entre 1300 et 1850, s'accompagne de conditions météorologiques moins favorables mais les groupes humains s'y adaptent en modifiant les structures sociales et économiques.
Le potentiel économique des îles micronésiennes éveille l'intérêt européen à partir de la fin du XVIIIe siècle. En 1899, les Espagnols cèdent les îles Carolines à l'Empire allemand. Les Japonais profitent de la Première Guerre mondiale pour se les approprier. Ils en sont chassés par les Américains à la fin de la Seconde Guerre mondiale. Ceux-ci l'administrent en tant que Territoire sous tutelle des îles du Pacifique selon le mandat de l'ONU délivré en 1947. Des mouvements autonomistes et indépendantistes contraires aboutissent à son éclatement en plusieurs territoires. L'un d'eux, les États fédérés de Micronésie, accède à l'indépendance. Le Conseil de sécurité des Nations unies met fin à la tutelle le 22 décembre 1990.
Avec un PIB nominal de 374 millions de dollars US en 2018 selon le FMI les États fédérés de Micronésie sont cette année-là l'une des dernières économies mondiales. Ce pays en développement affiche un niveau de vie « faible » sur le classement IDH. Son économie est essentiellement tournée vers l'agriculture et la pêche.

## Toponymie
Le terme Micronésie est relatif à la région de Micronésie (du grec mikros petit, et nèsos île), un concept géographique dont la création par Grégoire Louis Domeny de Rienzi remonte à 1831,. Ce nom ainsi que ceux de Polynésie et de Mélanésie, proposés par des auteurs différents, sont repris en 1832 par Jules Dumont d'Urville qui les intègre dans une approche géographique et raciale de l'Océan Pacifique,.
La Micronésie s'étend bien au-delà du seul territoire des États fédérés de Micronésie et comprend également les Palaos, les îles Mariannes, les îles Marshall, une partie des Kiribati (îles Gilbert et Banaba) et Nauru.
Le pays est nommé États fédérés de Micronésie en forme longue ou Micronésie en forme courte (en anglais : Federated States of Micronesia, souvent abrégé en FSM, et Micronesia).

## Géographie

### Localisation et frontières

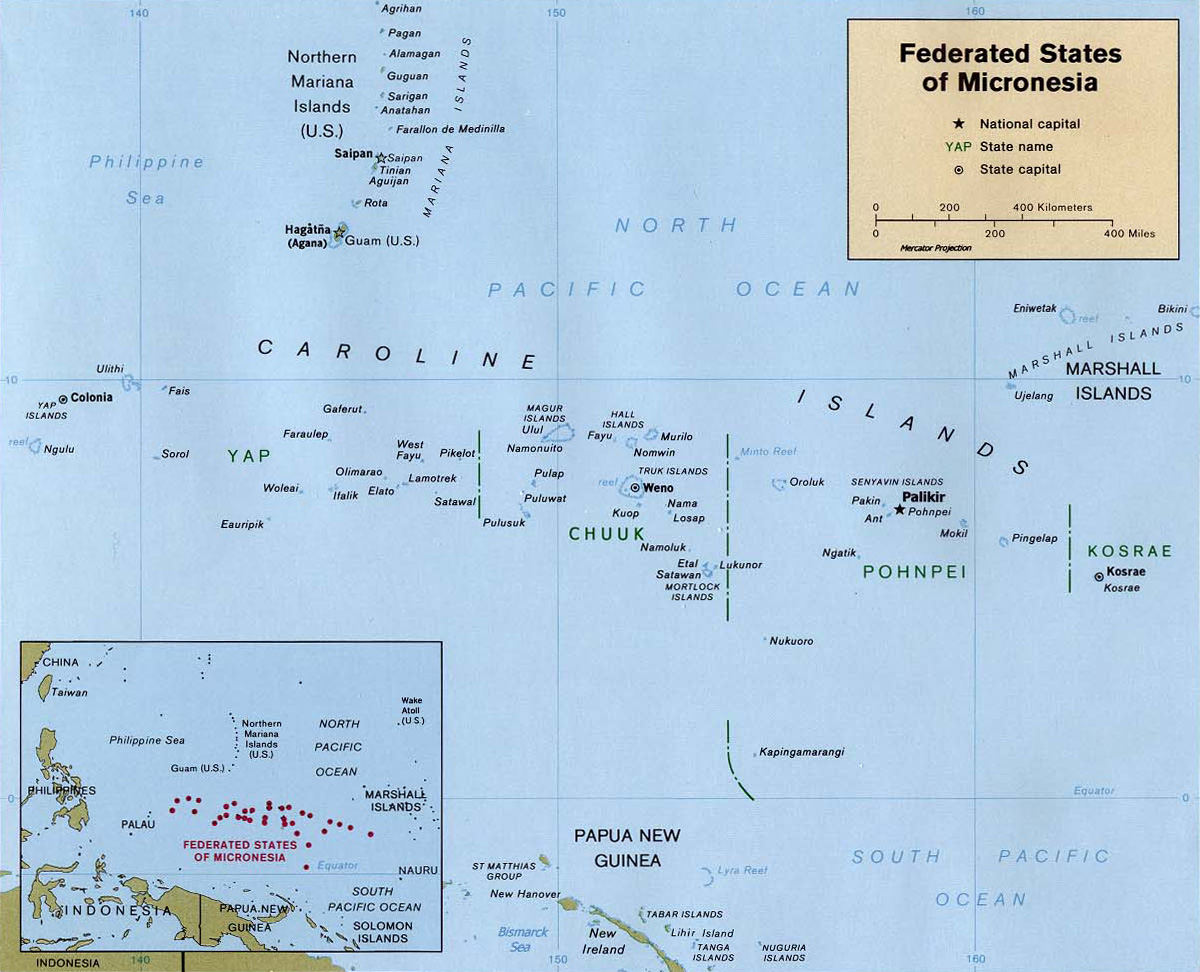
Carte des États fédérés de Micronésie

Les États fédérés de Micronésie sont composés de 607 îles, dont 65 habitées, pour une superficie des terres émergées de 702 km2. Elles sont réparties sur 2 860 km à travers l’archipel des îles Carolines, dans la région de Micronésie dans l'océan Pacifique, à l’est des Philippines, entre les latitudes 1° 01′ 28″ N et 10° 05′ 25″ N et les longitudes 137° 20′ 10″ E et 163° 02′ 13″ E.
Les îles sont réparties entre quatre États, Yap, Chuuk, Pohnpei et Kosrae. Bien qu’appartenant politiquement aux États fédérés de Micronésie, les îles de Nukuoro et Kapingamarangi n'appartiennent pas culturellement à la région de Micronésie. Ce sont des exclaves polynésiennes.
Les frontières des États fédérés de Micronésie sont exclusivement maritimes. Elles délimitent les zones économiques exclusives de la Micronésie (2 992 415 km2) dans la limite des 200 milles marins (environ 370 km) du fait de son accession à la Convention des Nations unies sur le droit de la mer le 29 avril 1991. Des frontières maritimes ont été délimitées avec les Îles Marshall au nord-est,, avec la Papouasie-Nouvelle-Guinée au sud,,, avec les Palaos au sud-ouest, et avec les États-Unis par l'intermédiaire de Guam au nord-ouest,, la distance entre ces territoires et les États fédérés de Micronésie étant inférieure à 400 milles marins.

### Géologie, topographie et hydrographie

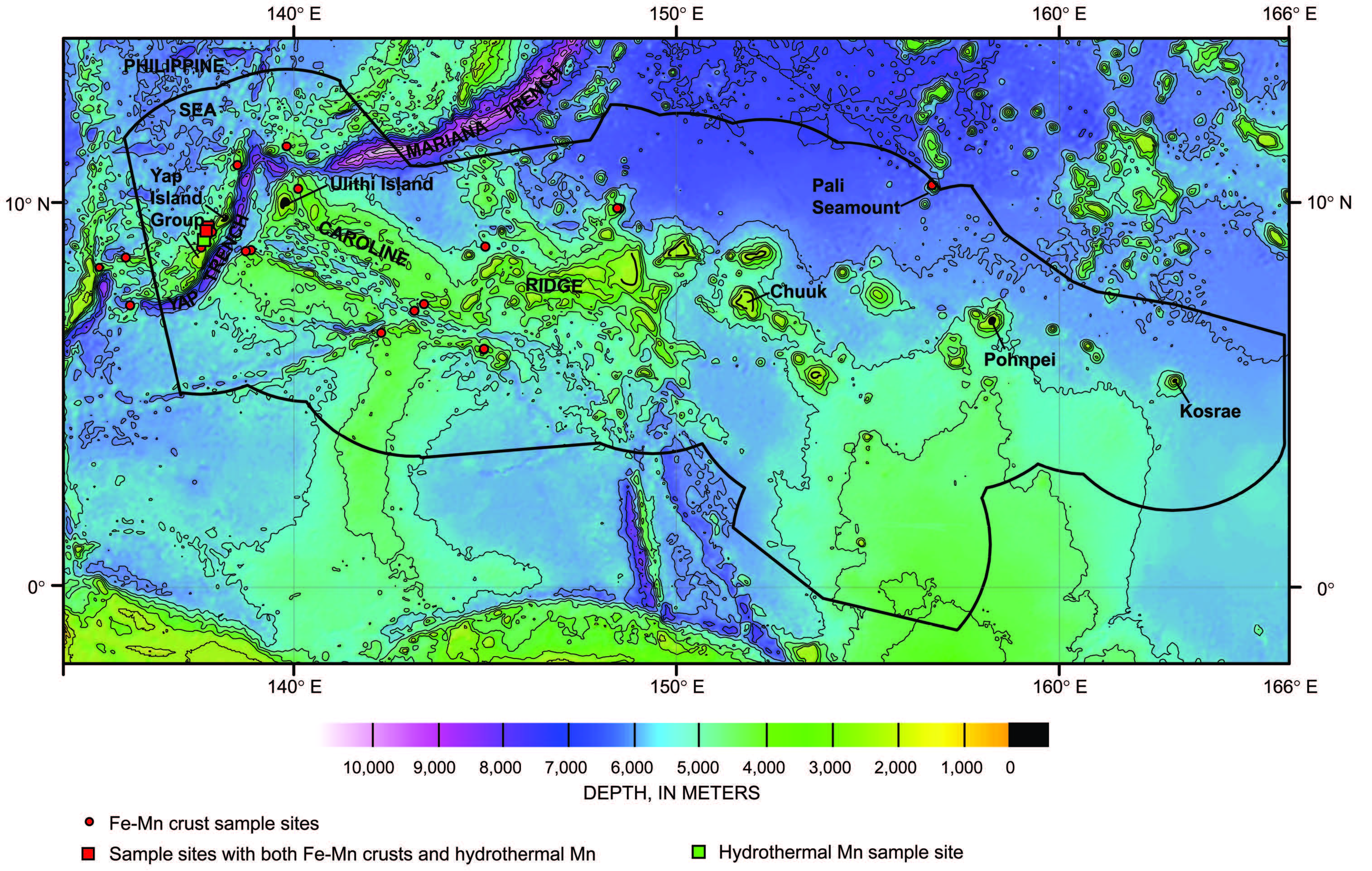
Carte bathymétrique de la zone économique exclusive (ZEE) des États fédérés de Micronésie ; la ligne noire montre la limite de la ZEE. L'intervalle de contour est de 500 mètres.

La Zone économique exclusive se divise en deux grandes provinces géologiques. La première est un réseau complexe d'anciens volcans et de crêtes qui composent la dorsale des Carolines longue de 2 500 km. La seconde est un système de zones de subduction d'arc volcanique s'étendant de la fosse de Yap à la marge sud du système de tranchées d'arc des Mariannes. En plusieurs endroits se trouvent des régions de plaine abyssale recouverte de sédiments.
La plupart des 607 îles des États fédérés de Micronésie sont des atolls coralliens de faible altitude, mais plusieurs d'entre elles sont des îles volcaniques.
Dans l'État de Yap, les îles Yap résultent d'un soulèvement de la plaque eurasienne, allongé d'environ 24 km de long, partiellement submergé et érodé, entouré d'un complexe à barrière de récifs frangeants et lagon,. Les îles extérieures sont soit des atolls, soit des soulèvements coralliens.
L'État de Pohnpei se compose de l'île de Pohnpei et de nombreux autres petits îlots et atolls. Toutes les îles résultent du déversement de basalte volcanique depuis un point chaud au-dessous de la plaque du Pacifique. L'île de Pohnpei, formée il y a 5 millions d'années, est la seule à rester émergée. Les autres reliefs se sont enfoncés et sont surmontés d'un anneau d'atolls coralliens. La masse terrestre de Pohnpei est composée de basalte volcanique noir. Elle abrite les plus hauts sommets : Totolom (Dolohmwar) à 791 m et le mont Nahna Laud à 798 m.
Les nombreuses îles de l'État de Chuuk se répartissent en cinq groupes, le plus grand étant les îles Truk. Toutes les îles à l'extérieur du lagon des îles Truk sont coralliennes et toutes sauf une sont des îles basses situées sur les barrières de corail des atolls. Parmi les 98 îles du groupe des îles Truk, 19 sont d'origine volcanique et se trouvent au sommet d'un volcan bouclier submergé,. Elles sont principalement constituées de roches volcaniques extrusives. Quelques-unes ont des récifs frangeants. L'altitude maximale est de 442 m. Les atolls des îles Truk sont des récifs de calcaire organique reposant sur des montagnes volcaniques.
L'île de Kosrae, vestige d'un volcan aujourd'hui éteint apparu il y a 1,5 million d'années, a un récif frangeant mais pas de lagon,. La masse terrestre est constituée de basalte volcanique noir et s'élève jusqu'à une altitude maximale de 629 m au mont Finkol.

### Climat
Le climat des États fédérés de Micronésie est tropical en raison de son emplacement dans la zone ouest de l'Océan Pacifique et de la forte influence des alizés du nord-est qui prévalent généralement de décembre à avril. La plupart des îles ont une saison sèche entre novembre et avril et une saison humide entre mai et octobre,, mais le climat varie considérablement d'une année sur l'autre en raison de l'El Niño – Oscillation australe.,

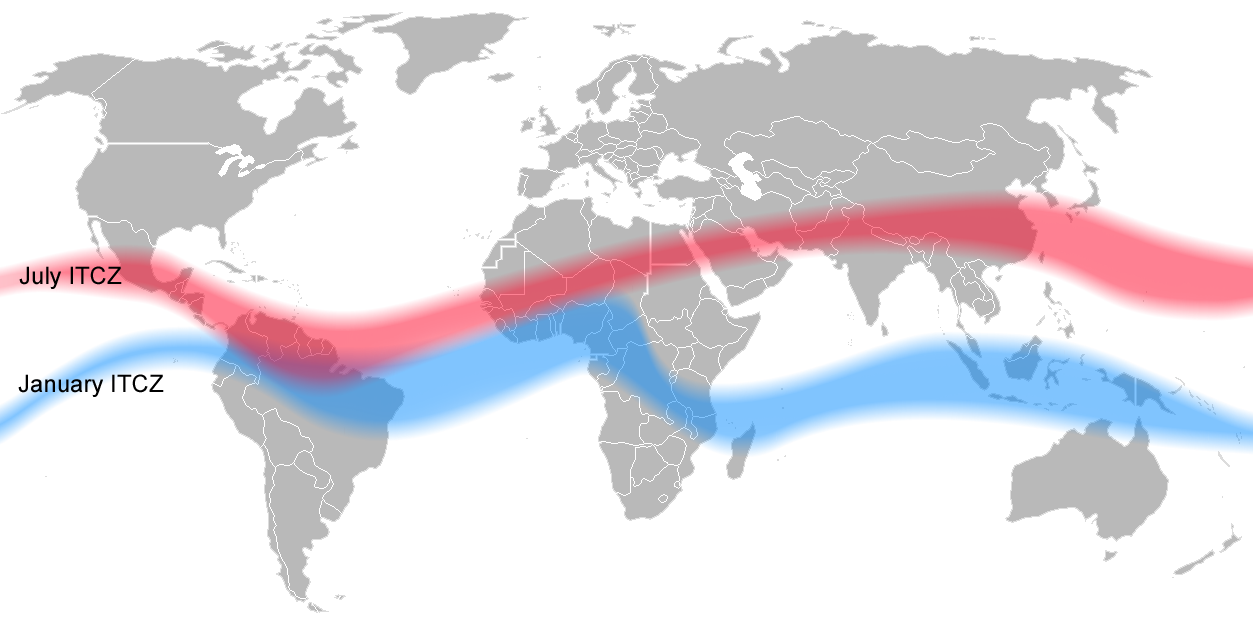
Position de la zone de convergence intertropicale en janvier (en bleu) et en juillet (en rouge)

Les îles, en particulier dans les États de l'ouest (Yap et Chuuk), en conséquence des phases chaudes et froides de l'El Niño – Oscillation australe, sont généralement affectées par des précipitations excessives pendant la mousson du Pacifique Ouest de décembre à mars et des périodes de sécheresse,. Dans l’État de Yap, le plus concerné par ces phénomènes météorologiques, les périodes de sécheresse, résultantes de La Niña, sont possiblement plus fréquentes,. D'une manière générale, le volume des précipitations augmente d'ouest en est et du nord vers le sud et les pluies ont principalement lieu pendant la saison humide de mai à novembre lorsque la zone de convergence intertropicale est la plus forte et la plus au nord,. Cependant, dans les états de l'ouest du pays (Pohnpei et Kosrae), la zone de convergence intertropicale entraîne moins de précipitations pendant les événements El Niño et plus pendant La Niña. Yap est l’État qui reçoit le moins de précipitations, avec des moyennes annuelles d'environ 3 100 mm, et Kosrae est celui qui en reçoit le plus avec environ 5 156 mm, mais jusqu'à 7 500 mm dans l'intérieur montagneux.
Des sécheresses, parfois accompagnées d'incendies, de pénuries d'eau et alimentaires, des cyclones tropicaux, des vagues de tempête, des inondations et des glissements de terrain affectent les États fédérés de Micronésie. Le pays est situé sur le bord sud de la ceinture des cyclones tropicaux. Bien que la plupart des cyclones soient à un stade de formation sur le territoire micronésien, celui-ci peut subir de violentes tempêtes entre juillet et novembre. Plus les îles sont situées vers l'ouest, plus elles sont susceptibles de subir le passage des cyclones,. 248 cyclones ont traversé la zone économique exclusive du pays entre 1977 et 2010.
Sur le territoire micronésien, la température moyenne annuelle de l'air est de 27,1 °C sur la période 1901-2019. Elle varie peu tout au long de l'année, moins de 1,5 °C entre les mois moyens les plus chauds et les plus frais, principalement en raison de la température de surface de la mer autour des îles. La température de l'air est généralement comprise entre 25,5 °C la nuit et 31 °C le jour.
Avec le changement climatique, la température moyenne va augmenter ainsi que les épisodes de températures très élevées, la fréquence des sécheresses va diminuer et les précipitations annuelles moyennes vont croître. Le niveau de la mer continuera d'augmenter et l'acidification des océans devrait se poursuivre. Les typhons devraient être moins fréquents mais plus intenses.

### Paysages et environnement
Les États fédérés de Micronésie possèdent un riche patrimoine environnemental marqué notamment par la présence de nombreuses espèces d'oiseaux dont plusieurs endémiques. Le pays est très concerné par les problématiques environnementales et a ratifié la Convention sur la diversité biologique, la convention ENMOD (Convention sur l'interdiction d'utiliser des techniques de modification de l'environnement à des fins militaires ou toutes autres fins hostiles), la Convention de Bâle sur les déchets dangereux, la Convention des Nations unies sur le droit de la mer, le Protocole de Montréal sur la protection de la couche d'ozone et le protocole de Kyoto pour la réduction des gaz à effet de serre.

### Transports
La circulation entre les îles se fait exclusivement par bateau ou par avion. Les îles principales présentent un réseau routier dans un état médiocre de 388 km de long en 2021 dont 184 km avec revêtement,, presque exclusivement situé sur les îles principales où circulent la quasi-totalité des véhicules.
L'île principale de chaque État comprend un aéroport (aéroports internationaux de Yap, de Chuuk, de Pohnpei et de Kosrae),. À ces infrastructures s'ajoutent des pistes d'atterrissage sur quelques autres îles de grande importance : Ulithi, Fais et Woleai dans l'État de Yap, Houk et Ta dans l’État de Chuuk, Pingelap, Mokil et Sapwuahfik dans l’État de Pohnpei,.
La marine marchande micronésienne (38 bateaux dont 4 pétroliers en 2021) est accueillie, dans l'État de Yap, dans le port de Tomil dans les îles Yap, les mouillages d'Ulithi et de Woleai. Les ports de Weno et Satowan sont les seuls officiels dans l'État de Chuuk. Dans l'État de Pohnpei sont aménagés les ports de Mesenieng, de Dekehtik, de Temwem et le mouillage de Sokehs sur l'île Pohnpei ou dans ses alentours immédiats. À Kosrae existent les ports de Lelu et d'Okat.

## Histoire

### Premiers temps de l'occupation humaine
Dans la région de Micronésie, les îles Mariannes sont habitées au moins dès 1500 av. J.-C., mais les îles des actuels États fédérés de Micronésie ne commenceraient à être occupées qu'à partir de 100 apr. J.-C. en raison d'une baisse du niveau de la mer exposant des terres auparavant immergées. Elle rend également accessible des sources d'eau potable. Il est possible, toutefois, que des sites plus anciens n'aient pas encore été trouvés sur les quelques îles montagneuses, notamment dans les îles Yap, peut-être déjà investies par l'Homme vers 1300 av. J.-C.,. La forte unification des langues micronésiennes actuelles, le Yap excepté, prouve la rapidité de la dispersion des populations après la baisse du niveau de la mer mais également la nature incessante des contacts. Les formes de l'habitat sont inconnues avant l'an Mil. Le cultivar d'arbre à pain connu en Micronésie a pu être élaboré à cette époque.
Entre 500 et 1000, des traditions spécifiques se développent dans l'Océan Pacifique, ainsi que le reflète les sous-familles de langage, et aboutissent, vers 1000, à des assemblages d'artéfacts archéologiques révélant des cultures matérielles différentes selon les groupes d'îles. Ainsi, dans les actuels États de Yap et Chuuk  s'observe la consommation par masticage de noix d'arec et dans les actuels États de Pohnpei et Kosrae l'élaboration du kava. La densité de population augmente en Micronésie, et plus largement dans l'Océan Pacifique, entre 500 et 1000 sans qu'elle apparaisse, en Micronésie, liée à des phénomènes majeurs de migrations maritimes.

### Petit optimum climatique
Entre 1000 et 1300, dans l'Océan Pacifique, une période de climat stable chaud et humide, aux pluies constantes, le petit optimum climatique, favorise une production importante de nourriture et donc l'accroissement des populations. Entre 1000 et 1200, des populations de l'Ouest de la Polynésie migrent et investissent une partie de la Mélanésie, certaines dites ellicéennes, sans doute originaires des Tuvalu et de Tokelau, occupent quelques points de Micronésie peu populeux ou inhabités.
L'augmentation de la densité de population induit un besoin d'organisation de l'accès et de la distribution des terres, nourritures et ressources. De ce fait, des processus de formalisation culturelle se mettent en place. Des groupes spécifiques, par leurs constructions à fondations de terre ou de pierre, matérialisent leurs liens avec une aire de terre et de mer d'une façon bien plus intime qu'auparavant. Nombre de formes architecturales perdurent encore dans les villages au début du XXIe siècle. Avec le développement des structures sociales émerge de façon évidente des statuts sociaux différents témoignant de fonctions et de richesses variées. Des lignages associés à des terres apparaissent. Des occupations à caractère monumental se développent à Nan Madol et Lelu.

### Petit âge glaciaire
Le petit âge glaciaire, entre 1300 et 1850, s'accompagne de conditions météorologiques moins favorables et d'une élévation du niveau de la mer. Vers 1400, les groupes humains s'engagent dans des formes de compétition par le moyen d'échanges de biens qui ont pu entraîner une intensification de la production économique et, subsidiairement, une diminution de l'impact des risques climatiques sur les atolls et petites îles vulnérables. Les sociétés de l'Océan Pacifique sont alors nettement hiérarchisées. Parmi ces réseaux économiques existe le sawei, un système de tribus complexe impliquant des échanges inter-îles selon une hiérarchie des communautés. Les îles Yap reçoivent des îles plus à l'est des biens et des informations et leur donnent en échange des ressources de première nécessité ou des biens de luxe. Les îles Yap fournissent de la main d’œuvre aux Palaos et en retour reçoivent la possibilité d'extraire de la monnaie de pierre.

### Premiers contacts avec les Européens
Les îles Carolines sont sous domination espagnole du XVIe siècle jusqu'à la fin du XIXe siècle, mais la plupart des communautés des îles de l'actuel État de Yap n'ont que peu de contacts avec les Européens et vivent en toute indépendance. Pendant longtemps, les puissances européennes ont privilégié leurs relations avec l'Asie du Sud-Est qui leur donne accès à des ressources bien plus importantes que les îles de l'Océan Pacifique. Leur intérêt s'accroît fortement à la fin du XVIIIe siècle et bien plus encore au cours du XIXe siècle. Le commerce et les système d'échange traditionnels sont alors profondément affectés par l'accès au marché international et les affaires étrangères. En 1885, à la suite d'un conflit entre l'Espagne et l'Allemagne, l'arbitrage de Léon XIII en confirme la possession à l'Espagne contre des avantages commerciaux pour l'Allemagne. Celle-ci acquiert ces îles en 1899 dans le cadre du traité germano-espagnol et les intègrent à la Nouvelle-Guinée allemande.

### La période japonaise

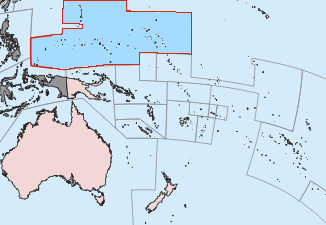
Carte du sud-ouest de l'Océan Pacifique mettant en évidence le mandat des îles du Pacifique.

Au début de la première guerre mondiale, en 1914, guidés par la doctrine politique du Nanshin-ron, l'empire du Japon profite de la Première Guerre mondiale pour accaparer les îles Carolines. Cette doctrine doit permettre de protéger le pays au moyen de zones tampons accueillant des bases militaires et ainsi d'affirmer sa puissance maritime face aux nations occidentales. Elle doit également offrir des débouchés aux productions japonaises, des possibilités d'exploitation de ressources nouvelles, fournir grâce à des terres peu peuplées un déversoir à la croissance démographique,. Cette occupation est légalisée dans le cadre du Mandat des îles du Pacifique créé en 1919 par la Société des Nations.
Au milieu des années 1930, environ 950 Japonais travaillent dans l'administration. L'échelon le plus bas en est la police qui peut représenter la seule présence japonaise dans les îles et atolls. Des indigènes peuvent être recrutés en son sein. Les chefs traditionnels micronésiens des îles et atolls principaux, dans la continuité des pratiques des occupants occidentaux précédents, ont peu de pouvoir. Ceux des terres plus éloignées, où il n'existe pas de présence officielle japonaise permanente sont beaucoup plus libres.

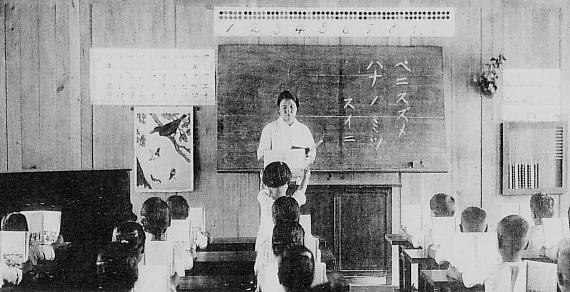
Une « école indigène » aux îles Truk dans les années 1930.

L'immigration japonaise est massive en comparaison des populations micronésiennes. Dans le but de produire des travailleurs subordonnés, une partie de la jeunesse micronésienne suit un court enseignement à vocation d'endoctrinement. Il est également tenté de leur enseigner la loyauté envers le Japon et, sans succès, la religion shintoïste. Les micronésiens sont perçus comme un peuple de troisième classe qui ne peut pas accéder au statut de sujet impérial.
Les entreprises japonaises bénéficient de la règlementation décourageante édictée par les autorités envers la concurrence étrangère, ainsi que, pour certaines, d'importantes subventions. Des recherches agronomiques sont menées pour adapter ou développer de nouvelles variétés et de grandes compagnies sont montées pour produire du coprah et pratiquer la pêche, surtout celle de la bonite. La présence japonaise est jugée favorablement du point de vue économique par les micronésiens en raison des emplois fournis par les japonais et des bénéfices retirés de la vente des surplus agricole et de pêche. En 1929, 0,5 % de la production économique de l'empire du Japon provient du Mandat et 1 % en 1935.

### La période américaine

#### La Micronésie sous administration américaine: entre intérêt et oubli
La conquête des îles Carolines au cours de la Seconde guerre mondiale débute durant le premier semestre de 1944. La capitulation des forces japonaises de Micronésie est signée le 30 août 1945. Les États-Unis occupent dorénavant la totalité de l'ancien Mandat et envisagent l'annexion de ces territoires jugés stratégiques pour leur défense et celle de leurs alliés en faisant de Guam la capitale,. L'administration américaine souhaite cependant que les soviétiques quittent les îles japonaises des Kouriles et ne veut pas que son propre dessein leur serve de justification.
Le 18 juillet 1947, les États-Unis se voient confier par l'Organisation des Nations unies, dans le cadre d'un mandat nommé Territoire sous tutelle des îles du Pacifique (TTIP), l'administration des îles et archipels de la région de Micronésie formant les actuels États fédérés de Micronésie, Palaos, Îles Marshall et Îles Mariannes du Nord. L'espace ainsi couvert est divisé en six districts largement autonomes : les îles Mariannes, Yap, Palaos, Truk (actuellement Chuuk), Ponape (actuellement Pohnpei) et les îles Marshall,.
À compter de 1961, le gouvernement américain est soumis à une pression croissante de l'ONU afin d'avancer dans l'autogouvernance, l'indépendance et le développement économique et éducatif du TTIP. En 1965, l'Organisation mondiale de la santé critique sévèrement les États-Unis pour la faible qualité des services publics de santé. Un référendum proposant l'indépendance ou l'association avec les États-Unis — ce dernier choix devant être promu — est envisagé pour l'année 1967. Le budget alloué au TTIP passe de 7,5 millions de $ en 1962 à 15 millions de $ en 1963 puis s'élève jusqu'à atteindre 120 millions de $ en 1970. Il s'y ajoute un fonds de 10 millions de $ dédié aux conséquences des catastrophes naturelles qui touchent régulièrement le Territoire.

#### Des débuts de l'autogouvernance aux prémices de l'indépendance

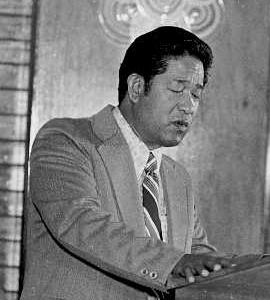
Tosiwo Nakayama, président du Congrès en 1966. Artisan de l'indépendance, il devient le premier président des États fédérés de Micronésie.

La création du Congrès de Micronésie en 1965, à la suite d'un arrêté du secrétaire du département de l'intérieur des États-Unis, est une étape majeure vers l'autonomie gouvernementale. Le Congrès de Micronésie envisage rapidement de mettre fin à la tutelle. Des négociations avec l'administration américaine de la région démarrent en 1969,. La position américaine d'une association permanente aux États-Unis est contrainte d'évoluer vers la libre association. De son côté, le Congrès de Micronésie est favorable à une indépendance à terme mais en tant qu'aboutissement d'un processus nécessitant entre-temps un partenariat avec les États-Unis — une libre association — en raison du manque d'infrastructures et de l'extrême dépendance économique. Mais, trente ans d'unité administrative n'ont pas permis d'unir les groupes insulaires micronésiens, que séparent des différences philosophiques, les contreparties financières espérées, localement, avec l'implantation possible de bases militaires américaines ou de projets de développement industriels étrangers,,.
En 1975, le Congrès de Micronésie promulgue un statut appelant à une convention constitutionnelle. Entre juillet et novembre 1975 se tient à Saipan une convention constitutionnelle. Au moment de l'ouverture de la convention, les électeurs mariannais ont déjà approuvé par référendum, le 17 juin 1975, le commonwealth signé avec les États-Unis. Les résultats du référendum du 12 juillet 1978 sanctionnent les divergences constatées tout au long des négociations. Les Palaos et les îles Marshall rejettent la constitution, mais Chuuk, Pohnpei, Kosrae et Yap l'acceptent. En attendant le plein et entier fonctionnement des futures institutions des pays micronésiens, l'administration américaine continue à exercer certains pouvoirs liés à leurs obligations,,. En 1980, après plus d'une décennie d'intenses négociations, de concert avec les Îles Marshall, les États fédérés de Micronésie paraphent avec les États-Unis un projet de Traité de libre-association. Il est accompagné d'accords bilatéraux subsidiaires adaptés à chacun des deux pays de la région de Micronésie. Le Congrès des États-Unis, le Congrès des États fédérés de Micronésie et les quatre législatures de Yap, Chuuk, Pohnpei et Kosrae les adoptent en 1982, le Parlement marshallais l'année suivante. Les électeurs des deux pays insulaires les approuvent par plébiscite en 1983,.

### Les États fédérés de Micronésie, un pays souverain
Après l'approbation du traité par le Congrès américain, le président Ronald Reagan proclame la mise en œuvre du Traité de libre-association et la fin de la tutelle pour les États fédérés de Micronésie à partir du 3 novembre 1986. Son président, Tosiwo Nakayama, fait une même déclaration le 3 novembre 1986,. Le pays devient officiellement indépendant et souverain. Le Conseil de sécurité des Nations unies acte la résiliation de la tutelle en décembre 1990.
Dans le traité, les États insulaires confient leur protection militaire aux États-Unis, pour lesquels la région a une importance stratégique, et reçoivent une aide financière. Les États librement associés s'obligent à se consulter sur les affaires étrangères uniquement dans les cas des questions de sécurité et de défense.
En mars 2023, le gouvernement a menacé la Chine de rompre ses relations diplomatiques, en l'accusant d'actes d'espionnage et de corruption. 
Les 22 et 23 mai 2023, les États-Unis signent avec les Palaos puis avec les États fédérés de Micronésie un renouveau de leurs traités respectifs de libre association. Ceux-ci font des États-Unis le garant de la défense de ces pays, et donnent aux forces militaires américaines un accès exclusif à leurs territoires, en échange d'aides américaines. Le gouvernement américain promet à cette occasion d'investir US$ 7 100 000 000 dans les États associés entre 2023 et 2043,.

## Politique et administration

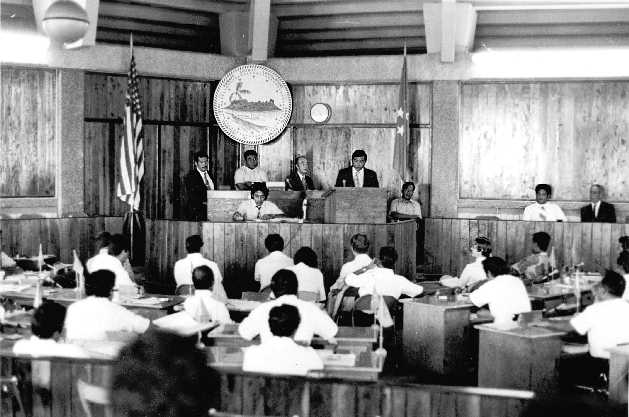
Législature en 1976.

### Organisation des pouvoirs
L'organisation des pouvoirs dans les États fédérés de Micronésie est définie par la Constitution entrée en vigueur le 10 mai 1979, et amendée le 2 juillet 1991.
La Constitution prévoit une gouvernance démocratique établie en trois niveaux, un niveau national, celui fédéral, un niveau étatique, propre à chacun des quatre États des États fédérés de Micronésie, et un éventuel niveau local. À l'image de la constitution américaine, la constitution micronésienne promeut un système de fédéralisme et sépare les pouvoirs clefs de façon théoriquement égale entre les trois branches du gouvernement,.
Le pouvoir législatif appartient au Congrès des États fédérés de Micronésie, organe monocaméral qui rassemble quatorze sénateurs dont dix sont élus pour deux ans dans des circonscriptions à siège unique, au suffrage universel direct, réparties entre les États au prorata de la population : Kosrae et Yap ont chacun un représentant, Pohnpei trois et Chuuk cinq. Quatre autres sénateurs "At-Large" sont élus, au nombre d'un par État, pour quatre ans. Ils représentent l'égalité des États,,.
Le pouvoir exécutif appartient en premier lieu au président. Celui-ci est élu en même temps qu'un vice-président lors de la première session suivant les élections quadriennales, parmi les sénateurs avec un siège de quatre ans. Ils doivent être d'États différents. Ils exercent un mandat de quatre ans avec possibilité de réélection mais ne peuvent pas servir plus de deux mandats consécutifs. Une fois élus, au nom de la séparation des pouvoirs, leurs postes de sénateurs sont pourvus par des élections partielles,. Le président, en tant que chef du pouvoir exécutif, est chargé de mettre en œuvre les lois et politiques nationales. Il est chargé de préparer le budget annuel. Il peut lancer des politiques publiques mais les questions politiques de fond, ainsi que les nominations des principaux responsables de l'exécutif, des ambassadeurs, des juges des tribunaux nationaux, sont soumises à l'approbation du Congrès,.
Le pouvoir judiciaire, quant à lui, est séparé des deux autres, bien que le président dispose d'un droit de grâce. Il existe une cour de justice pour chaque État et, au niveau fédéral, une Cour suprême, plus haute juridiction du pays, dont les décisions doivent être conformes à la constitution,. Elle statue, a posteriori, sur l'illégalité de lois votées par le Congrès des États fédérés de Micronésie ou la législature des États. Les juges sont nommés à vie par le président et doivent être approuvés par les deux tiers du Congrès,. Chaque juge est membre à la fois de la division de première instance et de la division d'appel.

### Gouvernement
| Fonction                                                                               | Titulaire          |
| -------------------------------------------------------------------------------------- | ------------------ |
| Département de la justice                                                              | Joses R. Gallen    |
| Département des affaires étrangères                                                    | Kandhi A. Elieisar |
| Département des finances et de l'administration                                        | Eugene Amor        |
| Département des ressources et du développement                                         | Elina P. Akinaga   |
| Département de la santé et des affaires sociales                                       | Marcus Samo        |
| Département de l'éducation                                                             | Gardenia Aisek     |
| Département des transports, des communications et des infrastructures                  | Carlson D. Apis    |
| Département de l'environnement, du changement climatique et de la gestion des urgences | Andrew Yatilman    |

### Découpage territorial
Les États fédérés de Micronésie constituent une fédération de quatre États, eux-mêmes divisés en municipalités.
Les États de Yap, Chuuk, Pohnpei et Kosrae, héritiers des divisions administratives américaines, constituent la division administrative de premier niveau. Chacun d'eux possède sa propre constitution, sa propre assemblée et son gouverneur élus,,,. Les gouvernements des États conservent un pouvoir considérable, en particulier en ce qui concerne la mise en œuvre des politiques budgétaires. Dans sa vie de tous les jours, le citoyen moyen n'est pour l'essentiel en contact qu'avec des services du gouvernement de son État.
| Nom                               | Drapeau                                  | Capitale | Superficie | Population (2010) | Densité      | Gouverneur                |
| --------------------------------- | ---------------------------------------- | -------- | ---------- | ----------------- | ------------ | ------------------------- |
| Yap                               | Drapeau de Yap.                          | Colonia  | 118 km2    | 11 376 hab.       | 96 hab./km2  | Charles Chieng            |
| Chuuk                             | Drapeau de Chuuk.                        | Weno     | 127 km2    | 48 651 hab.       | 383 hab./km2 | Alexander Narruhn         |
| Pohnpei                           | Drapeau de Pohnpei.                      | Kolonia  | 346 km2    | 35 981 hab.       | 104 hab./km2 | Reed Oliver               |
| Kosrae                            | Drapeau de Kosrae.                       | Tofol    | 110 km2    | 6 616 hab.        | 60 hab./km2  | Carson Sigrah             |
| Total États fédérés de Micronésie | Drapeau des États fédérés de Micronésie. | Palikir  | 702 km2    | 102 624 hab.      | 146 hab./km2 | Président : Wesley Simina |

Les municipalités, au nombre de 75, constituent la division administrative de deuxième niveau de ce pays. Chacune est libre d'élaborer son modèle de gouvernement,,,.
La capitale fédérale est depuis 1989 Palikir, sur l'Île Pohnpei dans l'État de Pohnpei, en remplacement de Kolonia située sur la même île et dans le même État.

### Politique intérieure
La constitution des États fédérés de Micronésie, chacune des constitutions des quatre États du pays, Yap, Chuuk, Pohnpei et Kosrae, et même certaines constitutions de municipalités telles que Lukunor et Namoluk dans l’État de Chuuk reconnaissent et protègent à des degrés divers le rôle et le poids des coutumes et traditions dans le droit. Au niveau fédéral, la constitution prévoit la possibilité de création d'une chambre des Chefs constituée de chefs traditionnels ou de représentants élus, mais ce projet, impulsé à la fin des années 1970 par les États de Pohnpei et de Yap n'a pas été couronné de succès.

L’État de Yap est le seul à avoir attribué au moyen de conseils traditionnels, une position institutionnelle aux chefs garants du yalen u Wa’ab. Elle est d'ailleurs unique dans le Pacifique. Les chefs possèdent un droit de veto, qui ne peut être annulé, sur les actes de la législature de l'État de Yap.Traditionnellement, les chefs yapais ont tout pouvoir sur le foncier et autorité sur quiconque. Ils avaient également, dans le passé, pouvoir de vie et de mort.

### Défense
La défense est assurée par les États-Unis dans le cadre du Traité de libre-association. Le gouvernement fédéral dispose de quelques bateaux de garde-côte chargés de surveiller les zones de pêche et d'assurer la sécurité intérieure,.

### Politique étrangère et diplomatie

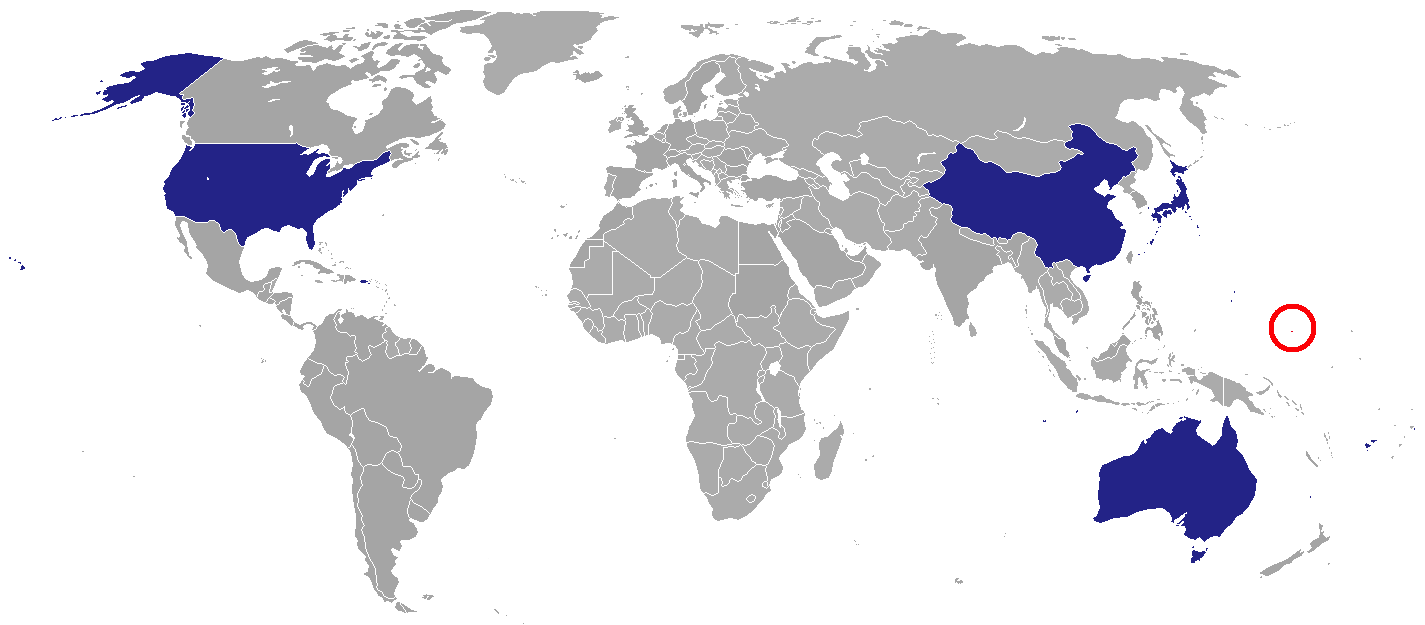
Missions diplomatiques des États fédérés de Micronésie

Depuis son indépendance, la politique étrangère des États fédérées de Micronésie est caractérisée par de fortes relations avec les États-Unis, le Japon, la Chine et Israël. Les États fédérés de Micronésie ont établi des relations diplomatiques avec 76 États, le Saint-Siège, l'ordre souverain de Malte et l'Union européenne,. Le réseau des représentations diplomatiques est particulièrement réduit car ce n'est qu'aux États-Unis, en Chine, au Japon et aux Fidji qu'il existe une représentation diplomatique. Les États fédérés de Micronésie entretiennent une mission au siège de l'ONU à New York. Le pays reçoit beaucoup d'aide financière et technique de la part de ses partenaires.

### Symboles
Les emblèmes des États fédérés de Micronésie ne sont pas régis par la constitution. Le drapeau national est adopté par une loi de 1982. Il représente sur un fond bleu figurant à la fois l'océan Pacifique et le « bleu des Nations unies » quatre étoiles blanches pour les quatre États constitutifs du pays (Yap, Chuuk, Pohnpei et Kosrae). L'actuel hymne national, Patriots of Micronesia, est adopté en 1991.
Le gouvernement fédéral s'est doté d'un symbole officieux, un sceau sur lequel apparaît la devise Peace, Unity, Liberty.

## Population et société

### Démographie
La ville la plus peuplée du pays est Weno dans l'État de Chuuk.
| 1920   | 1925   | 1930   | 1935   | 1958   | 1967   | 1973   |
| ------ | ------ | ------ | ------ | ------ | ------ | ------ |
| 29 660 | 29 810 | 29 727 | 29 920 | 39 289 | 50 172 | 62 357 |

| 1980   | 1989   | 1994    | 2000    | 2010    | - | - |
| ------ | ------ | ------- | ------- | ------- | - | - |
| 73 159 | 95 740 | 105 506 | 107 008 | 102 624 | - | - |

### Langues
La société micronésienne est multilingue. L'anglais, concurremment avec une ou plusieurs langues autochtones, est une langue officielle dans les États de Yap, de Chuuk et de Pohnpei,. Elle est nécessaire à la communication entre les communautés dont les langues ne sont pas toujours intelligibles mutuellement. Elle est la langue du gouvernement et du commerce. Le japonais est redevenu une langue enseignée au cours des années 1990.
Les nombreuses langues autochtones sont utilisées au quotidien et transmettent les connaissances traditionnelles, les valeurs et les coutumes à la génération suivante. Toutes sont de la famille des langues malayo-polynésiennes, de la famille des langues micronesiennes à l'exception du nukuoro et du kapingamarangi qui sont des langues polynésiennes. Ces deux dernières ainsi que le pingelap, le mokil, le créole ngatik, le nukuoro et le kapingamarangi sont parlées dans l’État de Pohnpei. Le pohnpei y a le statut de langue officielle. La population de Kosrae, ethniquement homogène, parle une seule langue, le kosrae, langue officielle. Dans l’État de Yap, les quatre principales langues, le yap, l'ulithi, le woleai et le satawal ont un statut de langue officielle, mais il s'y trouve aussi le nguluwan. Le mortlock, le namonuito, le paafang et le puluwat sont parlés dans l’État de Chuuk mais seul le Chuuk est langue officielle,.

### Santé
Les conditions sanitaires avant les premiers contacts avec l'Occident sont inconnues, mais au moment de l'arrivée des Européens dans l'océan Pacifique, les populations micronésiennes ont atteint un équilibre démographique.
Des années 1800 jusqu'à la fin du XIXe siècle, l'accroissement des contacts s'accompagne d'une introduction fréquente de maladies infectieuses qui dévastent les îles, emportant plus de 30 % de la population. De la domination allemande jusqu'à la fin de l'occupation japonaise en 1944, l'introduction de la médecine occidentale, entre autres de la vaccination, et de mesures de santé et d'assainissement permet une maîtrise des épidémies et une diminution des maladies endémiques parasitaires, respiratoires et gastro-intestinales,. Cependant, la population des îles Yap, au contraire des autres parties du pays, continue à décliner durant cette période en raison des maladies.
À compter des années 1960, l'augmentation du niveau de vie provoque des changements dans le régime alimentaire en raison d'un accroissement de la place des aliments importés. Les maladies non transmissibles telles que le diabète et les maladies cardiaques deviennent fréquentes, peut-être favorisées par une composante génétique des populations. La malnutrition infantile, qui a augmenté des années 1950 aux années 1980 en raison notamment d'une mauvaise utilisation du lait en poudre, est en baisse constante depuis les années 1990 avec le retour de l'allaitement maternel.
Les principaux problèmes de santé rencontrés au début des années 2000 sont des maladies chroniques telles que l'hypertension artérielle, le diabète, à cause d'une évolution dans les pratiques alimentaires, et le cancer. La lèpre et la tuberculose touchent de nombreux Micronésiens. En 2013, les États fédérés de Micronésie n'ont pas de centres de soin de santé mentale ni de psychiatres ou de psychologues.
Depuis 1990, les gouvernements des quatre États de la fédération ont l'entière responsabilité des questions liées à la santé et la majeure partie des lois sur la santé médicale relève de la compétence des États. Une part importante du financement du système médical est assurée par les États-Unis. Les dépenses totales de santé dans le pays sont de 473 $ par habitant en 2014. Cela représente environ 13,7 % du PIB. Le système de santé est jugé adéquat pour fournir des soins mais l'isolement géographique des îles rend l'obtention et le stockage des fournitures, mais aussi l'accès aux soins difficiles.
Selon l'ONU, en 2019, le taux de mortalité infantile pour mille naissances vivantes est estimé à 21,8 pour les femmes et à 27,2 pour les hommes. L'espérance de vie à la naissance est de 66,2 ans pour les hommes et de 69,6 ans pour les femmes,.

### Communications et médias
La Federated states of Micronesia Telecommunications Corporation (FSMTC), propriété du gouvernement fédéral, est le seul fournisseur d'accès pour la téléphonie, la télévision et internet. Les communications fonctionnent principalement sur la technologie satellite mais des câbles sous-marins fournissent également des liaisons clefs au sein du pays et avec les États-Unis. Malgré la forte demande en téléphonie, un important moyen d'accès à internet, en 2022, la densité de lignes fixes n'est que de 6 pour 100 personnes pour les téléphones fixes et de 21 pour 100 personnes pour les lignes mobiles. En 2022, Facebook est de très loin le réseau social le plus utilisé avec plus de 80 % des 46 700 Micronésiens adeptes des réseaux sociaux. Le projet Digital FSM, financé par la Banque mondiale, vise à fournir d'ici 2026 l'accès à Internet à 50 % des résidents des îles périphériques alors qu'il n'est que de 5 % en 2022.
Les médias, dans les langues locales ou en anglais, fonctionnent librement aux États fédérés de Micronésie,. Dans le marché des médias, la presse a toujours eu une part minime en raison du faible lectorat, du manque d'installations d'impression dans le pays. Elle se limite à quelques rares hebdomadaires et mensuels privés, certaines profitant de l'extension d'internet pour conserver une part du marché.
La radio a longtemps dominé à la fois l'information de masse et le divertissement, les communautés gérant leurs propres stations avec une portée limitée. Chaque État exploite sa propre station de radio AM avec une portée sur l'ensemble de ses îles.
La télévision par câble est disponible et la télévision par satellite est de plus en plus courante. Le manque de ressources est un problème pour la diffusion des informations locales. Depuis le début des années 2000, les productions vidéo étrangères ont gagné en popularité, et les gouvernements locaux et les communautés et groupe religieux ont, en conséquence, impulsé un accroissement de leur propre capacité de production. Avec l'expansion de la disponibilité d'Internet, ils peuvent commencer à concurrencer la programmation multimédia étrangère.

### Sport
La plupart des sports pratiqués actuellement ont été introduits par les nations étrangères ayant occupé les îles de la région de Micronésie. Les plus populaires sont l'athlétisme, le baseball, le basketball, le football. Il est également pratiqué la course de va'a, une pirogue à balancier. L'équipe de Micronésie de football n'a joué que très peu de matchs. Le dernier remonte à 2003, chaque État engageant sa propre équipe dans les compétitions régionales. À noter que l'équipe de football des moins de 23 ans a participé aux Jeux du Pacifique de 2015 organisés en Papouasie-Nouvelle-Guinée. Ils sont actuellement détenteurs du record de buts encaissés en un match (défaite 46-0 contre le Vanuatu).
Le Comité national olympique des États fédérés de Micronésie a été fondé en 1995 et est reconnu par le Comité international olympique en 1997. Depuis sa première inscription aux Jeux olympiques d'été en 2000, la Micronésie a participé à chaque édition mais n'a pas encore remporté de médaille.
Le gouvernement de Micronésie a organisé en 1995, 1997 et 2001 des Jeux des États fédérés de Micronésie. Cette compétition multisports réservée aux citoyens des États fédérés de Micronésie comportait selon les éditions douze ou treize sports,. Les athlètes micronésiens participent régulièrement aux Jeux de la Micronésie, aux Mini-jeux du Pacifique sud et aux Jeux du Pacifique sud. Les éditions des 2002 et de 2014 des Jeux de la Micronésie se sont déroulées dans l'État de Pohnpei. Celle de 2018 est prévue dans l'État de Yap.
L'athlète micronésien le plus connu en Océanie est l'haltérophile Manuel Minginfel, multiple médaillé d'or dans les compétitions régionales et continentales et médaillé d'argent aux championnats du monde d'haltérophilie 2006. Il a également concouru lors de quatre éditions des Jeux olympiques d'été.

## Économie
Les États fédérés de Micronésie sont l'un des pays ayant un PIB parmi les plus faibles du monde : en 2022, il est de 400 millions de dollars environ. Les revenus de l'archipel reposent en grande partie sur la vente de licence de pêche à des flottes étrangères.
L'économie est tributaire des aides extérieures (américaines notamment, bien que celles-ci aient progressivement diminué ces dernières années[Lesquelles ?]) ; le taux de chômage est très élevé ; le déficit commercial est fort[réf. nécessaire].
L'agriculture est représentée par la production d'huile de palme et par la culture de la banane, du poivre, du coprah et de la patate douce. En 2014, la surface des terres cultivées consacrées à la noix de coco est d'environ 18 000 hectares pour une production de 39 545 000 noix de coco dont fut extrait 76 000 tonnes de coprah. L'année précédente 1 224 000 tonnes de coprah avaient été produits à partir de 45 000 000 de noix.
La pêche est très irrégulière et d'un faible tonnage. Elle varie entre 93 000 et 342 000 tonnes par an depuis le milieu des années 1980. Elle concerne presque exclusivement le thon. Du crabe est aussi pêché et très irrégulièrement des coquillages du genre trochus. Entre 2000 et 2007, l'exportation des produits de la pêche a représenté entre 80 000 et unité 880000$. En 1991 est créé le Centre national d'aquaculture à Kosrae dans le but de fournir de l'alimentation, des revenus et aider à la gestion des ressources marines. L'installation est alors limitée à la production de palourdes géantes. Elle est agrandie par un important financement du gouvernement chinois en 1997 et étend sa production au marché de l'aquarium. Les palourdes géantes restent les principales espèces produites : elles sont des espèces Tridacna maxima, Tridacna derasa, Tridacna gigas et Hippopus hippopus. Environ 30 000 palourdes juvéniles (moins de 3 cm) y sont stockées avant d'être implantées pour mûrissement dans les sites de lagune et de pépinière océanique autour de Kosrae,. Les ventes à l'exportation ont atteint 8 000 $ en 2005, 17 000 $ en 2006, et 27 000 $ en 2007. Une activité aquacole de production de perles noires à partir de Pinctada margaritifera est pratiquée sur l'atoll de Nukuoro, organisée par le conseil municipal. La récolte est faite une année sur deux. Elle s'élève à 3 000 pièces en 2005, à 2 000 exemplaires en 2007. Les perles sont revendues au détail à Pohnpei entre 20 et 480 $ la perle.
L'industrie se cantonne aux conserveries de thon et au textile[réf. nécessaire].
Le pays exporte également du corail de joaillerie[réf. nécessaire].
Le tourisme se développe, notamment sur l'atoll de Chuuk où l'on trouve un cimetière d'épaves de navires de guerre japonais datant de la Seconde Guerre mondiale.

## Culture
La culture des États fédérés de Micronésie repose sur celle des groupes ethniques qui composent les 107 008 habitants du pays, selon le recensement officiel de 1994.
- Chuukois : 49 290 (46,7 %) ;
- Pohnpei : 25 617 (24,2 %) ;
- Kosraéens : 7 198 (6,8 %) ;
- Yapois : 5 666 (5,3 %) ;
- Mortlockois 5 163 (4,8 %) ;
- Insulaires extérieurs de Yap : 4 932 (4,6 %) ;
- Insulaires extérieures : 4 435 (4,2 %) ;
- Philippins : 902 (0,8 %) ;
- Américains : 417 (0,4 %) ;
- Autres pays d'Asie : 1081 (1 %) ;
- Autres îles du Pacifique : 503 (0,4 %) ;
- Divers : 302 (0,2 %)[96].

## Jours fériés
Les jours fériés inscrits dans la loi sont au nombre de sept. Si un jour férié tombe le samedi, il doit être observé le vendredi précédent et s'il tombe un dimanche, il doit être repoussé au lundi suivant. Les employés et officiels du gouvernement des États fédérés de Micronésie n'ont pas droit à d'autres jours fériés. Chacun des quatre États de la Micronésie possède ses propres jours fériés qui s'y ajoutent et ne concernent que leurs résidents.
| Date        | Nom français                                        | Nom local                             | Remarques |
| ----------- | --------------------------------------------------- | ------------------------------------- | --- |
| 1er janvier | Jour de l'An                                        | New Year's Day                        | |
| 31 mars     | Jour de la Culture et des Traditions micronésiennes | Micronesian Culture and Tradition Day | |
| 10 mai      | Jour des États fédérés de Micronésie                | Federated States of Micronesia Day    | 10 mai 1979, signature officielle de la Constitution                                                                                |
| 24 octobre  | Jour des Nations unies                              | United Nations' Day                   | 24 octobre 1945 : entrée en vigueur de la Charte des Nations unies                                                                  |
| 3 novembre  | Jour de l'Indépendance                              | FSM Independance Day                  | 3 novembre 1986, date de l'annonce officielle de l'indépendance des États fédérés de Micronésie                                     |
| 11 novembre | Jour des vétérans des Guerres à l’Étranger          | Veterans of Foreign Wars Day          | Honore les citoyens micronésiens ayant servi dans les Forces armées des États-Unis. Originellement, Armistice Day[réf. nécessaire]. |
| 25 décembre | Jour de Noël                                        | Christmas Day                         | |